# NGC 3258E
NGC 3258E је спирална галаксија у сазвежђу Шмрк (Пумпа) која се налази на NGC листи објеката дубоког неба.
Деклинација објекта је - 34° 59' 53" а ректасцензија 10h 32m 24,8s. Привидна величина (магнитуда) објекта NGC 3258 износи 14,6 а фотографска магнитуда 15,4. NGC 3258E је још познат и под ознакама ESO 375-60, MCG -6-23-51B, PGC 31131.